# 何遵
何遵（1486年—1519年），字孟循，别號味淡子，直隸應天府江寧縣（今江蘇省南京市）人，明朝政治人物、同進士出身。

## 生平
何遵家貧，何遵不願父親經商之命，選擇讀書。正德八年（1513年）癸酉科應天鄉試舉人，九年（1514年），聯登甲戌科進士。吏部尚書陸完聽聞其名，命其子弟跟從學習。十一年授工部营缮司主事，明年在荊州榷木，期間減少開支，不貪污一錢。
正德十四年（1519年），武宗以進香東嶽為由，意欲南巡。何遵抗議道：“淫祠無福。萬一宗藩中藉口奉迎，潛懷不軌，則福未降而禍已隨。”意指朱宸濠有謀反之意。諸位權倖看到此疏后扣下不上報。當時，黃鞏已經得罪，何遵再與同僚林大輅、蔣山卿上疏請求罷南巡，并稱江彬怙權倡亂，請求黃鞏無罪寬恕。明武宗大怒，下何遵入詔獄，廷杖四十。因創口甚大，肢體俱裂，兩天后就去世，時年三十四歲。兵部員外郎陸震、兵部主事劉校、大理寺評事林公黼、行人司副余廷瓚、行人詹軾、劉㮣、孟陽、李紹賢、李惠、王翰，刑部照磨劉珏等十餘人同死於廷杖。世宗即位，贈奉议大夫尚宝司卿。
崇禎十七年（1644年），福王朝廷追諡忠節。

## 家族
曾祖何澄。祖父何瑄，天顺年间徵補天文生，以季子何鉞貴，贈監察御史。父何铎，母王氏。
子何世守，以蔭为國子生，自刑部知事，擢臨江府通判。

## 延伸阅读
[在维基数据编辑]
 《國朝獻徵錄·卷之五十一》，出自焦竑《國朝獻徵錄》
 《明史卷一百八十九》，出自《明史》